# Giro del Belgio 1966
Il Giro del Belgio 1966, cinquantesima edizione della corsa, si svolse in quattro tappe tra l'11 e il 14 aprile 1966, per un percorso totale di 781,5 km e fu vinto dall'italiano Vittorio Adorni.

## Tappe
| Tappa  | Data      | Percorso                                | km    | Vincitore di tappa | Leader cl. generale |
| ------ | --------- | --------------------------------------- | ----- | ------------------ | ------------------- |
| 1ª-1ª  | 11 aprile | Bruxelles > Namur                       | 166   | Victor Van Schil   |                     |
| 1ª-2ª  | 11 aprile | Cittadella di Namur (Cron. individuale) | 2,5   | Ferdinand Bracke   |                     |
| 2ª-1ª  | 12 aprile | Namur > Wellin                          | 164   | Arie den Hartog    |                     |
| 2ª-2ª  | 12 aprile | Han-sur-Lesse (Cron. a squadre)         | 6     | Mercier            |                     |
| 3ª     | 13 aprile | Wellin > Ostenda                        | 256   | Walter Godefroot   |                     |
| 4ª     | 14 aprile | Ostenda > Bruxelles                     | 187   | Vittorio Adorni    | Vittorio Adorni     |
| Totale | Totale    | Totale                                  | 781,5 |                    |                     |

## Dettagli delle tappe

### 1ª tappa-1ª semitappa
- 11 aprile: Bruxelles > Namur – 166 km

Risultati
| Pos. | Corridore        | Squadra      | Tempo    |
| ---- | ---------------- | ------------ | -------- |
| 1    | Victor Van Schil | Mercier      | 4h02'00" |
| 2    | Vittorio Adorni  | Salvarani    | s.t.     |
| 3    | Joseph Huysmans  | Mann-Grundig | s.t.     |

### 1ª tappa-2ª semitappa
- 11 aprile: Cittadella di Namur – Cronometro individuale – 2,5 km

Risultati
| Pos. | Corridore        | Squadra      | Tempo |
| ---- | ---------------- | ------------ | ----- |
| 1    | Ferdinand Bracke | Peugeot      | 5'09" |
| 2    | Willy Bocklant   | Mann-Grundig | a 1"  |
| 3    | Joseph Huysmans  | Mann-Grundig | s.t.  |

### 2ª tappa-1ª semitappa
- 12 aprile: Namur > Wellin – 164 km

Risultati
| Pos. | Corridore             | Squadra     | Tempo    |
| ---- | --------------------- | ----------- | -------- |
| 1    | Arie den Hartog       | Ford France | 4h07'00" |
| 2    | Georges Vanconingsloo | Peugeot     | a 7"     |
| 3    | Bruno Fantinato       | Salvarani   | s.t.     |

### 2ª tappa-2ª semitappa
- 12 aprile: Han-sur-Lesse – Cronometro a squadre – 6 km

Risultati
| Pos. | Squadra               | Tempo  |
| ---- | --------------------- | ------ |
| 1    | Mercier-BP-Hutchinson | 10'30" |
| 2    | Mann-Grundig          | a 5"   |
| 3    | Peugeot-BP-Michelin   | a 7"   |

### 3ª tappa
- 13 aprile: Wellin > Ostenda – 256 km

Risultati
| Pos. | Corridore           | Squadra      | Tempo    |
| ---- | ------------------- | ------------ | -------- |
| 1    | Walter Godefroot    | Wiel's       | 6h45'00" |
| 2    | Willy Bocklant      | Mann-Grundig | s.t.     |
| 3    | B. Van De Kerckhove | Ford France  | s.t.     |

### 4ª tappa
- 14 aprile: Ostenda > Bruxelles – 187 km

Risultati
| Pos. | Corridore       | Squadra   | Tempo    |
| ---- | --------------- | --------- | -------- |
| 1    | Vittorio Adorni | Salvarani | 5h49'00" |
| 2    | Rolf Wolfshohl  | Mercier   | a 10"    |
| 3    | Joseph Spruyt   | Mercier   | a 1'21"  |

## Classifiche finali

### Classifica generale
| Pos. | Corridore             | Squadra      | Tempo     |
| ---- | --------------------- | ------------ | --------- |
| 1    | Vittorio Adorni       | Salvarani    | 21h00'22" |
| 2    | Rolf Wolfshohl        | Mercier      | a 49"     |
| 3    | Jozef Huysmans        | Mann-Grundig | a 1'56"   |
| 4    | Ferdinand Bracke      | Peugeot      | a 2'01"   |
| 5    | Georges Vanconingsloo | Peugeot      | a 5'46"   |
| 6    | Édouard Delberghe     | Pelforth     | a 8'06"   |
| 7    | Joseph Spruyt         | Mercier      | a 8'19"   |
| 8    | Willy Monty           | Pelforth     | a 8'27"   |
| 9    | Felice Gimondi        | Salvarani    | a 9'10"   |
| 10   | Frans Melckenbeeck    | Mercier      | a 9'15"   |

### Classifica a punti
| Pos. | Corridore       | Squadra   | Tempo |
| ---- | --------------- | --------- | ----- |
| 1    | Vittorio Adorni | Salvarani | ?     |

### Classifica scalatori
| Pos. | Corridore      | Squadra | Tempo |
| ---- | -------------- | ------- | ----- |
| 1    | Rolf Wolfshohl | Mercier | ?     |

### Classifica a squadre
| Pos. | Squadra             | Tempo |
| ---- | ------------------- | ----- |
| 1    | Peugeot-BP-Michelin | ?     |